# أيوليدا
الأيوليدا (الاسم العلمي: Aeolidia) هي جنس من الحيوانات تتبع الفصيلة الأيوليدية من رتبة عاريات الخيشوم.

## أنواع الأيوليدا
- أيوليدا حليمية
- أيوليدا جميلة
- أيوليدا بلسنيرية
- أيوليدا هرقلية
- أيوليدا نيبية
- أيوليدا طوقية